# Eragrostis alveiformis
Eragrostis alveiformis är en gräsart som beskrevs av Michael Lazarides. Eragrostis alveiformis ingår i släktet kärleksgrässläktet, och familjen gräs. Inga underarter finns listade i Catalogue of Life.